# Good Vibrations (album des Party Animals)
Pour les articles homonymes, voir Good Vibrations (homonymie).
Albums de Party Animals
Party@worldaccess.nl
(1997)
Good Vibrations est le premier album studio du groupe musical néerlandais Party Animals, commercialisé en 1996.

## Genèse
Les Party Animals apparaissent pour la première fois dans le vidéoclip du single à succès du groupe Technohead intitulé I Wanna Be A Hippy. Le vidéoclip montraient trois gabbers et un hippie. Ce sont les producteurs Flamman & Abraxas qui ont découvert les quatre artistes. Flamman & Abraxas remixent le single et, à la suite du décès de Lee Newman, membre du groupe Technohead, peu après le succès sans précédent du single I Wanna Be A Hippy, décident de poursuivre leur carrière musicale sous un nouveau groupe. Flamman & Abraxas perçoivent, à cette période, un potentiel dans ce nouveau groupe grâce à une musique dérivée de la scène gabber orientée pop, le happy hardcore.

## Contenu
L'album se compose principalement de reprises de chansons existantes dans une sonorité techno hardcore. Ces chansons existantes n'impliquaient pas seulement des chansons pop mais également d'autres types de chansons comme celles de Sarin basées sur du heavy metal et de Hakkefest basées sur de l'opéra russe à 200 BPM. L'album devient un véritable succès dès sa commercialisation aux Pays-Bas, leurs premiers singles étant classés à la première place dans les classements musicaux. L'album est certifié disque d'or et atteint le top 10 des albums dans les classements néerlandais.

### Pistes
| #   | Titre                                       | Durée |
| --- | ------------------------------------------- | ----- |
| 1.  | Aquarius                                    | 3:12  |
| 2.  | Hou Op!                                     | 4:43  |
| 3.  | Hajo, Hajo                                  | 0:58  |
| 4.  | Hava Naquila (Tekno Mafia Mix)              | 3:06  |
| 5.  | Vaag                                        | 4:24  |
| 6.  | Have You Ever Been Mellow                   | 3:06  |
| 7.  | Wapperdewap                                 | 1:36  |
| 8.  | Used & Abused (Amnesia Mix)                 | 5:20  |
| 9.  | Bureau Vis                                  | 0:25  |
| 10. | Buddha Shop                                 | 3:28  |
| 11. | Not So Good Vibrations                      | 0:39  |
| 12. | Sarin                                       | 5:06  |
| 13. | Die Nazi Scum (Album Mix)                   | 4:53  |
| 14. | Hava Naquila (Radio Mix)                    | 3:46  |
| 15. | The Rhythm                                  | 4:39  |
| 16. | Hakkefest                                   | 4:54  |
| 17. | Have You Ever Been Mellow (Tekno Mafia Mix) | 3:53  |
| 18. | Mellow Mellow (130 MG Mix)                  | 7:42  |
| 19. | Opzij, Opzij                                | 3:22  |
| 20. | On the Left Side                            | 1:41  |